# كريستوف كلاين
كريستوف كلاين (بالألمانية: Christoph Klein)‏ هو طبيب أطفال وطبيب ألماني، ولد في 1964 في كيرشن في ألمانيا.